# Амиевые

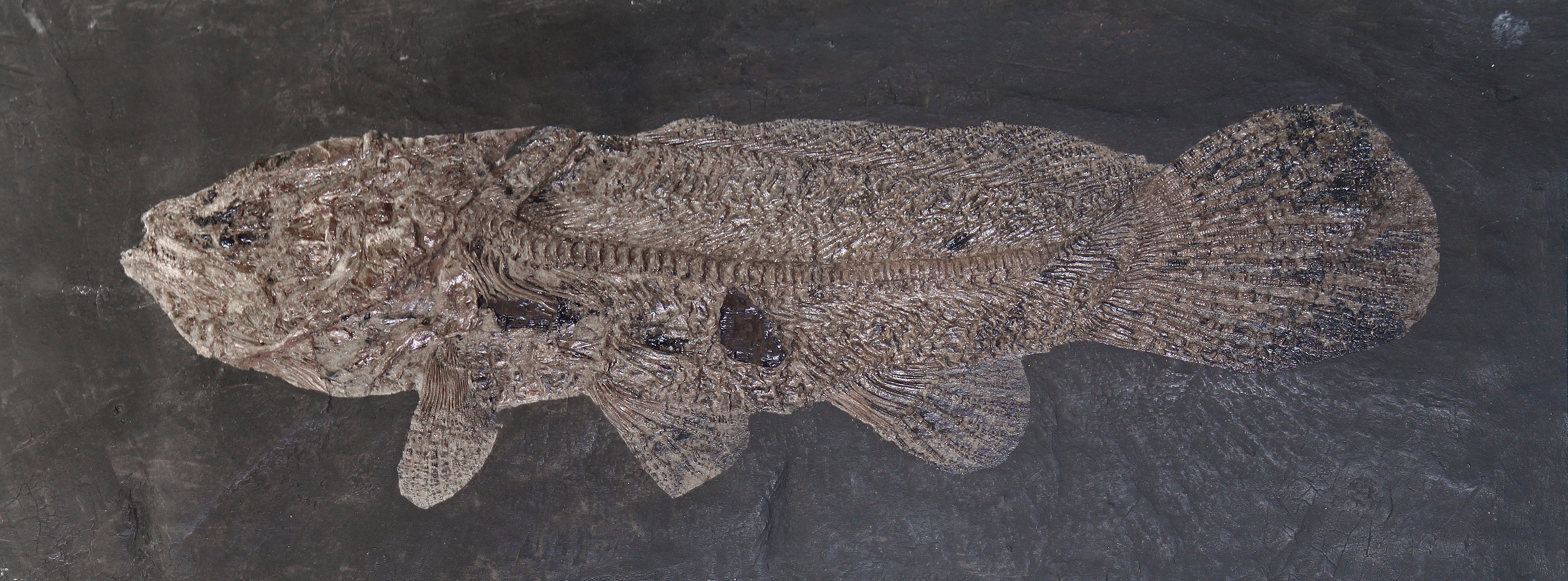
Cyclurus kehreri

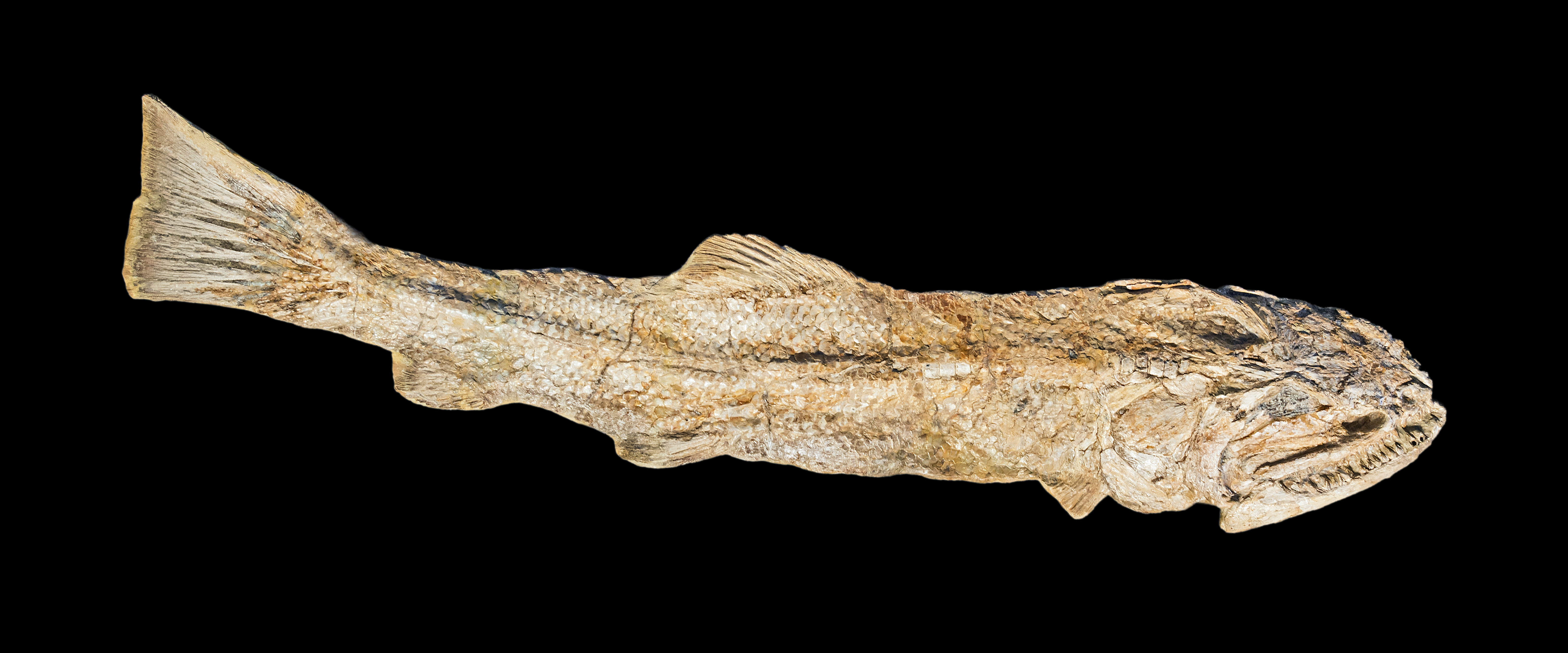
Calamopleurus cylindricus

Амиевые (лат. Amiidae) — семейство пресноводных лучепёрых рыб из отряда амиеобразных. В настоящее время существует только один современный представитель семейства — амия, или ильная рыба (Amia calva), распространенная в восточной части Северной Америки. Ископаемые амиевые известны из отложений юрского и мелового периодов и эоцена.

## Классификация
Семейство амиевых (Amiidae) состоит из 4 подсемейств с 11 родами:
- Подсемейство Amiinae
  - Amia — Амии — появились 89.3—83.5 млн лет назад
    - Amia calva — Амия
    - Amia fragosa †
    - Amia hesperia †
    - Amia pattersoni †
    - Amia scutata †
    - Amia uintaensis †

  - Cyclurus † — 93.5—40.4 млн лет назад, Северная Америка, Европа[4]
    - Cyclurus efremovi †
    - Cyclurus fragosus †
    - Cyclurus gurleyi †
    - Cyclurus ignotus †
    - Cyclurus kehreri †
    - Cyclurus macrocephalus †
    - Cyclurus oligocenicus †
    - Cyclurus valenciennesi †

  - Pseudoamiatus †
    - Pseudamiatus heintzi †
- Подсемейство Vidalamiinae
  - Триба Calamopleurini
    - Calamopleurus †
      - Calamopleurus cylindricus †
      - Calamopleurus mawsoni †

    - Maliamia †
      - Maliamia gigas †

  - Триба Vidalamiini
    - Melvius † — 93.5—65.5 млн лет назад, Северная Америка[5]
      - Melvius chauliodous †
      - Melvius thomasi †

    - Pachyamia †
      - Pachyamia latimaxillaris † — 99.6—93.5 млн лет назад, Азия[6]
      - Pachyamia mexicana †

    - Vidalamia †
      - Vidalamia catalunica † — 130.0—125.0 млн лет назад, Европа[7]
- Подсемейство Solnhofenamiinae
  - Solnhofenamia †
    - Solnhofenamia elongata †
- Подсемейство Amiopsinae
  - Amiopsis † — 130.0—125.0 млн лет назад, Европа[8]
    - Amiopsis damoni †
    - Amiopsis dolloi †
    - Amiopsis lepidota †
    - Amiopsis prisca †
    - Amiopsis woodwardi †
- Подсемейство «incertae sedis»
  - Nipponamia †